# Вич (Белуно)
Вич је насеље у Италији у округу Белуно, региону Венето.
Према процени из 2011. у насељу је живело 91 становника. Насеље се налази на надморској висини од 463 м.